# Henry Massey Rector
Henry Massey Rector, né le 1er mai 1816 près de Louisville (Kentucky) et mort le 12 août 1899 à Little Rock (Arkansas), est un homme politique démocrate américain. Il est gouverneur de l'Arkansas entre 1860 et 1862.